# Pi Gros de Mestres
El Pi Gros de Mestres (Pinus pinea) és un arbre que es troba a Vilallonga del Camp (el Tarragonès), el qual va esdevenir un pi mediàtic a causa de la lluita per la seua defensa que van dur a terme els seus propietaris i el poble contra la companyia elèctrica que pretenia retallar de manera impactant la capçada (l'acció de protesta va ser seguida amb gran intensitat pels mitjans de comunicació locals, nacionals, estatals i, fins i tot, internacionals)

## Dades descriptives
- Perímetre del tronc a 1,30 m: 4,35 m.
- Perímetre de la base del tronc: 5,83 m.[1]
- Alçada: 21 m.
- Amplada de la capçada: 24 m.
- Altitud sobre el nivell del mar: 98 m.

## Entorn
Se situa entre conreus de secà, amb predomini d'avellaners i acompanyat d'altres pins pinyoners (n'hi ha un de força gran) i xiprers. La flora herbàcia de l'entorn està formada per ortiga, blet blanc, mercurial, malva, boixac, morella de paret i arítjol. S'hi observa activitat d'esquirol, rata negra (pinyes rosegades diferentment), i picot verd (nius a les branques mortes).

## Aspecte general
Es manté molt sa, sobretot gràcies als esforços dels seus propietaris per salvaguardar-lo. No s'observen irregularitats o incidències destacables, excepte la presència de diversos forats al tronc, entre els 4 i els 6 metres d'alçada, segurament causats per l'acció del picot verd. A l'octubre del 2008, la companyia elèctrica va haver d'alçar 5 metres més les torres d'alta tensió, amb l'objectiu de no haver de tallar cap més branca del pi, com ja havien fet fa uns 12 anys, sense autorització dels propietaris. Fou declarat Arbre Monumental l'any 1997.

## Curiositats
Es diu que aquest pi pinyer fou plantat l'any 1898 per Josep Mestres i Miquel (1868-1915), fill del poble que va ser president de la Diputació de Tarragona (1913-1915). A la mateixa població de Vilallonga del Camp, a la carretera que va cap a la Selva del Camp, hi havia un altre pi espectacular, el Pi del Baró, el qual encara era més vell i més gran, ja que es diu que datava del segle xvi. Però, malauradament, el 2001 li va caure un llamp a sobre que el va deixar ferit de mort. El 2008 les seues restes van caure a terra i ja pràcticament no se'n conserva res.

## Accés
Des de Tarragona cal dirigir-se a Constantí i, després, a la Pobla de Mafumet, fins que arribem a Vilallonga del Camp. Un cop al poble, és necessari anar al camp de futbol. Passem a prop d'aquest, fins a trobar una pista forestal que travessa la riera i, uns 500 metres després, ens deixa just sota el pi, el qual és a peu de camí, a la finca de la família Mestres. GPS 31T 0350148 4563239.